# 陶升
陶升（?年—?年），原為東漢末期黑山賊成員。後降袁紹，被袁紹提拔為建義中郎將，之後帶領袁紹軍在蒼巖谷之戰大破黑山賊首領毒並斬之。

## 生平
陶升，原為内黄縣小吏，後來加入黑山賊。曾自稱平漢將軍，為人善良，黑山賊首領于毒於東漢初平年間攻破鄴城時，陶升獨自帶領部屬逾西城入，閉守州門，不讓任何黑山賊人進入。隨後親自保護袁紹家人讓袁紹家屬無性命之憂，直到送到斥丘與袁紹會合，袁紹於是提拔陶升為建義中郎將，並引軍攻擊于毒，不久在蒼巖谷之戰中大破並斬于毒。

## 資料來源
1. ↑  《英雄紀》：升故為內黃小吏。
2. ↑  《後漢書 袁紹傳》：賊有陶升者，自號「平漢將軍」，獨反諸賊，將部衆踰西城入，閉府門，具車重，重，輜重也。載紹家及諸衣冠在州內者，身自扞衞，送到斥丘。
3. ↑  《後漢書 袁紹傳》：聞魏郡兵反，與黑山賊干毒等數萬人共覆鄴城，殺郡守。
4. ↑  《三國志 魏志 袁紹傳》：賊陶升者，故內黃小吏也，有善心，獨將部衆踰西城入，閉守州門，不內他賊，以車載紹家及諸衣冠在州內者，身自扞衞，送到斥丘乃還。紹到，遂屯斥丘，以陶升為建義中郎將。乃引軍入朝歌鹿場山蒼巖谷討于毒，圍攻五日，破之，斬毒及長安所署冀州牧壺壽。